# Човјек и његова жена
„Човјек и његова жена“ је југословенски филм из 1965. године. Режирао га је Едуард Галић, а сценарио је писао Ивица Иванец.

## Улоге
| Глумац            | Улога |
| ----------------- | ----- |
| Стево Крњајић     |       |
| Иво Сердар        |       |
| Невенка Стипанчић |       |